# Долинцы
Долинцы (хорв. dolinci) — одна из групп субэтнической общности градищанских хорватов, населяющая среднюю часть федеральной земли Бургенланд (Градище) в Австрии, а также западные части медье Ваш и Дьёр-Мошон-Шопрон в Венгрии. Наряду с долинцами общность градищанцев составляют также группы влахов, хатов, полянцев, штоев и моравских хорватов. В качестве средства домашнего общения долинцы используют говоры чакавского наречия.

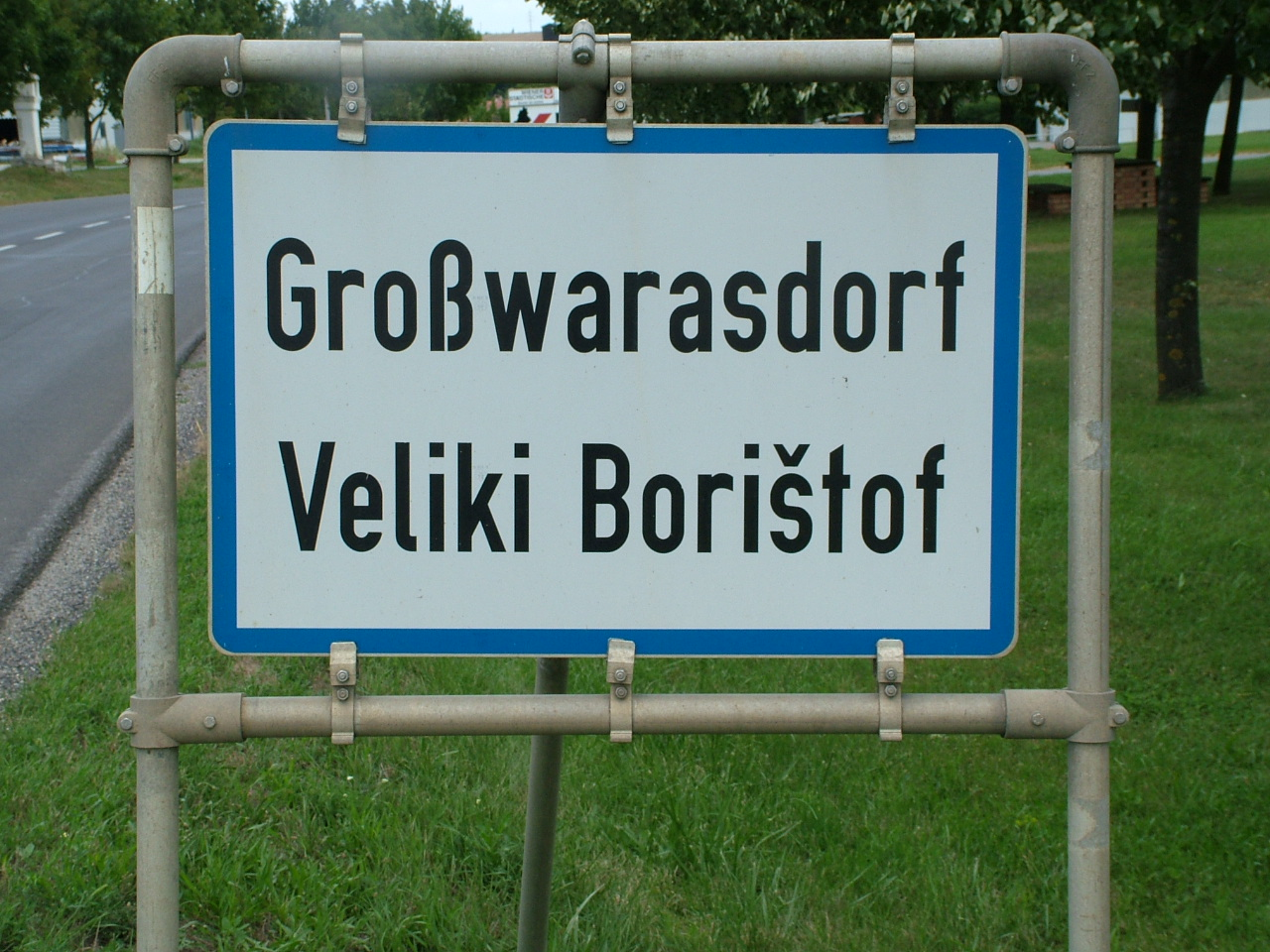
Двуязычный немецко-хорватский указатель в долинском селе Гросварасдорф (Велики-Бориштоф)

## Область расселения
Область расселения долинцев охватывает приграничные районы австрийского Бургенланда и венгерских Ваша и Дьёр-Мошон-Шопрона. К северу от долинцев расположены сёла так называемых венгерских кайкавцев, к северо-западу — сёла полянцев. К юго-западу от ареала долинцев размещены области расселения влахов и штоев.
К населённым пунктам долинцев в Австрии относят сёла Никич (нем. Nikitsch, хорв. Filež), Кроатиш-Минихоф (нем. Kroatisch Minihof, хорв. Mjenovo) и Кроатиш-Гересдорф (нем. Kroatisch Geresdorf, хорв. Gerištof) общины Никич, сёла Кляйнварасдорф (нем. Kleinwarasdorf, хорв. Mali Borištof), Гросварасдорф (нем. Großwarasdorf, хорв. Veliki Borištof) Лагенталь (нем. Langental, хорв. Longitolj) и Неберсдорф (нем. Nebersdorf, хорв. Šuševo) общины Гросварасдорф, сёла Франкенау (нем. Frankenau, хорв. Frakanava), Гросмучен (нем. Großmutschen, хорв. Mučindrof), Кляйнмучен (нем. Kleinmutschen, хорв. Pervane) и Унтерпуллендорф (нем. Unterpullendorf, хорв. Dolnja Pulja) общины Франкенау-Унтерпуллендорф. Несколько обособленно к западу от основной области расселения расположены ещё две общины, населённые долинцами — Кайзерсдорф (нем. Kaisersdorf, хорв. Kalištrof) и Вайнграбен (нем. Weingraben, хорв. Bajngrob). Некоторые исследователи утверждают, что хорваты Вайнграбена не относят себя к долинцам.
К населённым пунктам долинцев в Венгрии относят сёла яраша Кёсег медье Ваш — Переснье (венг. Peresznye, хорв. Prisika), Ольмод (венг. Ólmod, хорв. Plajgor), Хорвацшидань (венг. Horvátzsidány, хорв. Hrvatski Židan) и Томорд (венг. Tömörd, хорв. Temerje), а также село Унда (хорв. Und, хорв. Unda) яраша Шопрон медье Дьёр-Мошон-Шопрон.

## Происхождение и история

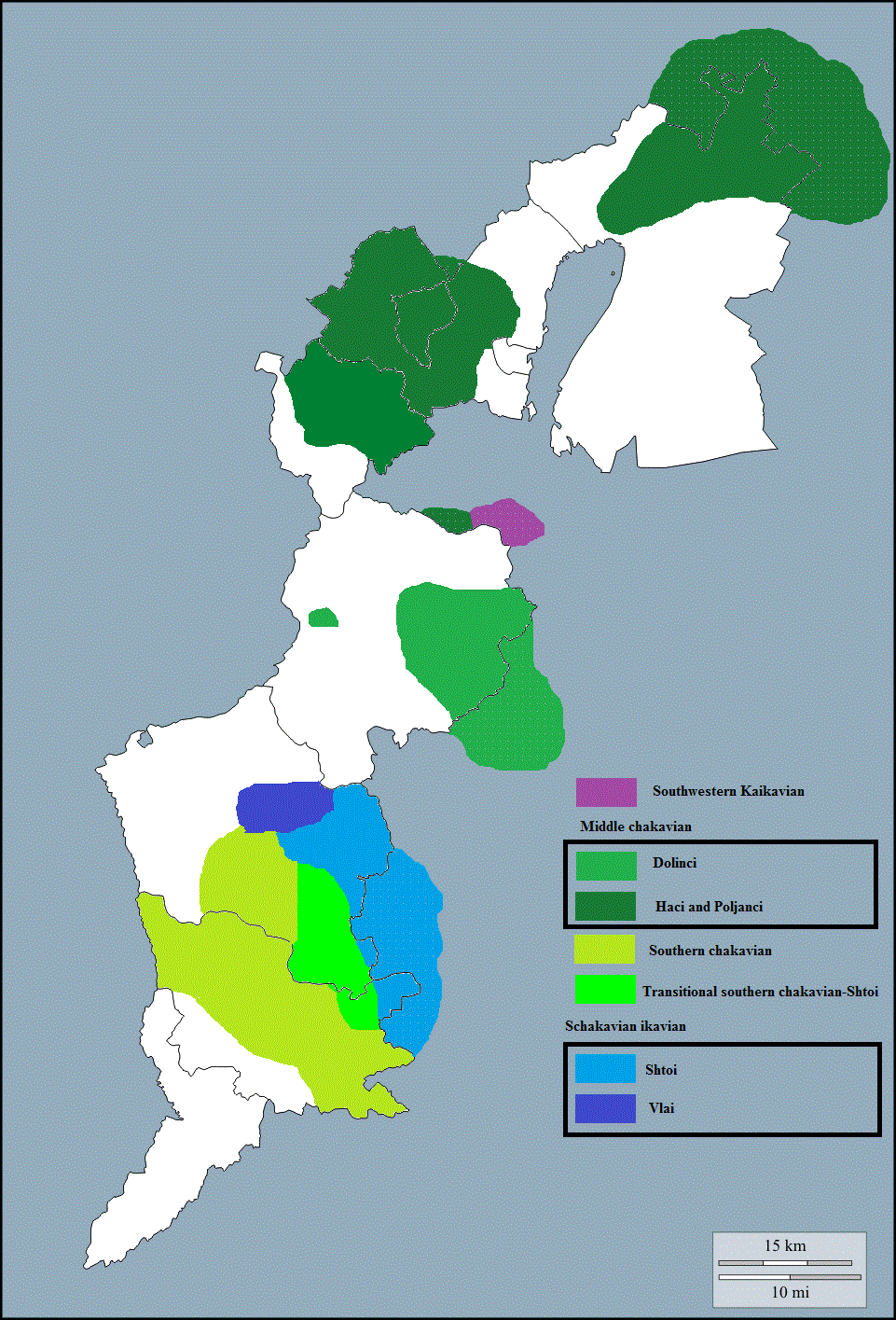
Долинцы на карте говоров и субэтнических групп градищанских хорватов

Формирование группы долинцев началось с XVI века. Как и предки остальных групп градищанских хорватов, предки долинцев переселились в этот период из районов Центральной Хорватии и Северо-восточной Боснии в Западную Венгрию (в настоящее время заселённый хорватами западновенгерский регион, получивший название Бургенланд, принадлежит Австрии). Хорваты уезжали из родных земель из-за турецких набегов, тяжёлых налогов и голода. Значительную роль в переселении хорватов сыграли крупные землевладельцы, которые перевозили на новые места своих подданных (зависимых крестьян) и приглашали переезжать «по найму» свободных крестьян. Предположительно, предки долинцев изначально жили в междуречье Уны и Савы, к западу от предков штокавоязычных штоев и влахов и к востоку от предков чакавоязычных полянцев и хатов.
В 1921 году после вступления в силу Трианонского мирного договора Бургенланд был передан Австрии, в результате чего основная часть области расселения долинцев оказалась на территории Австрии, а юго-восточная окраина этой области — на территории Венгрии. Одна часть австрийских долинцев, живущих у государственной границы, например, жители сёл Филеж (Никич) и Мьеново (Кроатиш-Минихоф) поддерживают тесные бытовые, хозяйственные и культурные связи с венгерскими долинцами. Другая часть долинцев, в частности, жители австрийских сёл Велики-Бориштоф (Гросварасдорф) и Шушево (Неберсдорф) контакты с венгерскими долинцами давно прекратила.

## Язык
Языком бытового общения для долинцев являются говоры, относящиеся к группе диалектов чакавского наречия. Чакавские говоры являются родными для бо́льшей части градищанских хорватов. Они распространены также среди полянцев, хатов и южных чакавцев из группы штоев. На чакавской основе сформирован градищанско-хорватский литературный язык. В большинстве чакавских говоров Бургенланда встречается экавско-икавский тип произношения рефлекса праславянской гласной *ě («ять»).